# Скендер Куленовић
Скендер Куленовић (Босански Петровац, 2. септембар 1910 — Београд, 25. јануар 1978) био је српски и југословенски књижевник и академик. Куленовић је задужио српску културу примарно поемом Стојанка мајка Кнежопољка.

## Биографија
У Босанском Петровцу је завршио основну школу. Отац му је био Салих-бег из старе беговске породице, чије име сугерише на порекло од Кулин-бана. Након наглог осиромашења његове беговске породице аграрном реформом, прелази у мајчино родно мјесто Травник. Ту је као спољни ученик завршио Језуитску гимназију. Већ у трећем разреду гимназије јавио се првим књижевним радом, збирком сонета „Оцвале примуле“. Затим је студирао право на Загребачком универзитету, али је студије напустио и посветио се новинарству. Његова рођена браћа била су сликар Мухамед Куленовић, који је страдао у усташком логору Керестинец и спортиста Музафер Куленовић, који је страдао у логору Бањица.
Године 1941. ступа у први партизански одред Босанске Крајине. Носилац је Партизанске споменице 1941. Био је већник АВНОЈ-а на другом заседању 1943. године.
Био је ожењен Вером Црвенчанин Куленовић, првом женом филмском редитељком у Југославији, са којом је имао двоје дјеце: Вука Куленовића, композитора и Биљану Куленовић, балерину.
Због великог књижевног доприноса изабран је 16. децембра 1965. за дописног члана Српске академије наука и уметности, а 21. марта 1974. за њеног редовног члана.
Умро је 25. јануара 1978. године у Београду.

## Књижевни рад
Још у гимназији Куленовић је написао свој први сонетни венац “Оцвале примуле”. Писао је пјесме и поеме, комедије, есеје, критике, путописе, цртице, приче и романе. Још као студент ушао је у загребачки круг социјалних писаца. Посвијетивши се новинарству, након прекинутих студија, сарађивао је у бројним листовима и часописима, а 1937. са Хасаном Кикићем и Сафетом Крупићем покреће у Загребу муслимански часопис Путоказ.
Године 1941. одлази у партизане, гдје током рата пише поеме, уређује листове (Босански ударник, Глас, Ослобођење). Док је већина пјесника бораца сазревала током рата и исказала се касније, Скендер Куленовић је своја најбоља дјела написао управо у НОБ-у.
Одмах послије рата је директор драме Народног позоришта у Сарајеву, гдје је режирао три представе и почео да пише драме. Уређује Преглед, Књижевне Новине и Нову мисао. Једно вријеме био је драматург Народног позоришта у Мостару, а по пресјељењу у Београд уредник у београдском издавачком предузећу Просвета.
У његовој поезији господаре два супротна облика, сонет и поема. Сонете је писао на почетку и на крају своје пјесничке каријере, док из ратних година потичу три његове поеме: "Стојанка мајка Кнежопољка" (1942), "Писма Јова Станивука" (1942) и  "Шева" (1943). Оне су написане по угледу на епске народне пјесме.   Најважнија дјела: поеме „Стојанка мајка Кнежопољка” и „Шева“, комедије "Дјелидба", "Вечера" и "А шта сад?" (1947), Сонети (1968), збрка приповедака "Диванхана" (1972), збрка приповедака за дјецу "Громово ђуле" (1975) и роман "Понорница" (1977).
Његова најбоља и најславнија поема "Стојанка мајка Кнежопољка" настала је као пјесничко свједочанство ужаса усташког клања над српским цивилима на Козари. Обликована је по моделу народне тужбалице. Али она је више позив на освету, слављење слободе и живота, него јадиковка мајке што је изгубила три сина у непријатељској офанзиви. Визија побједе извире из исконске вјере човјека у обновитељску снагу природе, у неуништивост живота. Раскошно обиље живе материје, плодност њива, снага мушких мишића и бујност женских груди, све се то излило и у језик поеме, свјеж, неисцрпан, као извор који непрекидно истиче, а никада не губи воду.
Гласовити Куленовићев језик који су као прворазредну вриједност препознали многи, међу осталим, и Радомир Константиновић и Данило Киш. У есеју „Апсолутни Крајишник Скендер Куленовић“ аутор Философије паланке с нескривеним дивљењем говори о „изузетном језичком чулу“ Скендера Куленовића те додаје: „Његово знање језика јесте знање на граници бића и не-бића, на којој као да се, под претњом уништења, између 'ствари', егзистенције и речи губи разлика, тако да, на махове, ту бити значи говорити (…).“ 
Данило Киш пак свој есеј почиње дијагнозом: „Скендер Куленовић је био рудар језика (…) залазио је он у најдубље слојеве нашег богатог језика (…). Једнако у својим песмама као и у својим прозама, Скендер је бирао увек најтврђу реч, увек из најдубљих језичких слојева, увек из најтамнијих својих лексичких зона, јер је за њега најтачнија била она реч која је најдуже мировала у руди предања, она која је најмање истрошена, она која је најљуће звекнула на његовом језичном наковњу.“
У Куленовићу се препознаје тешки источњачки пригушени сензуализам, као и осјећање да једино што попут стећка може надживјети све илузије јест тешка реч матерњег језика.

## Награде и признања
- Октобарска награда Београда, 1968.[12]
- Седмојулска награда Србије, 1971.
- 27. јулска награда БиХ, 1971.
- Награда АВНОЈ-а, 1972.
- Орден братства и јединства првог реда
- Орден заслуга за народ првог реда
- Орден Републике са златним венцем, 1968.